# Нортамберленд (пролив)
Нортамберленд (англ. Northumberland Strait, фр. détroit de Northumberland) — пролив в южной части залива Святого Лаврентия на востоке Канады.

## География

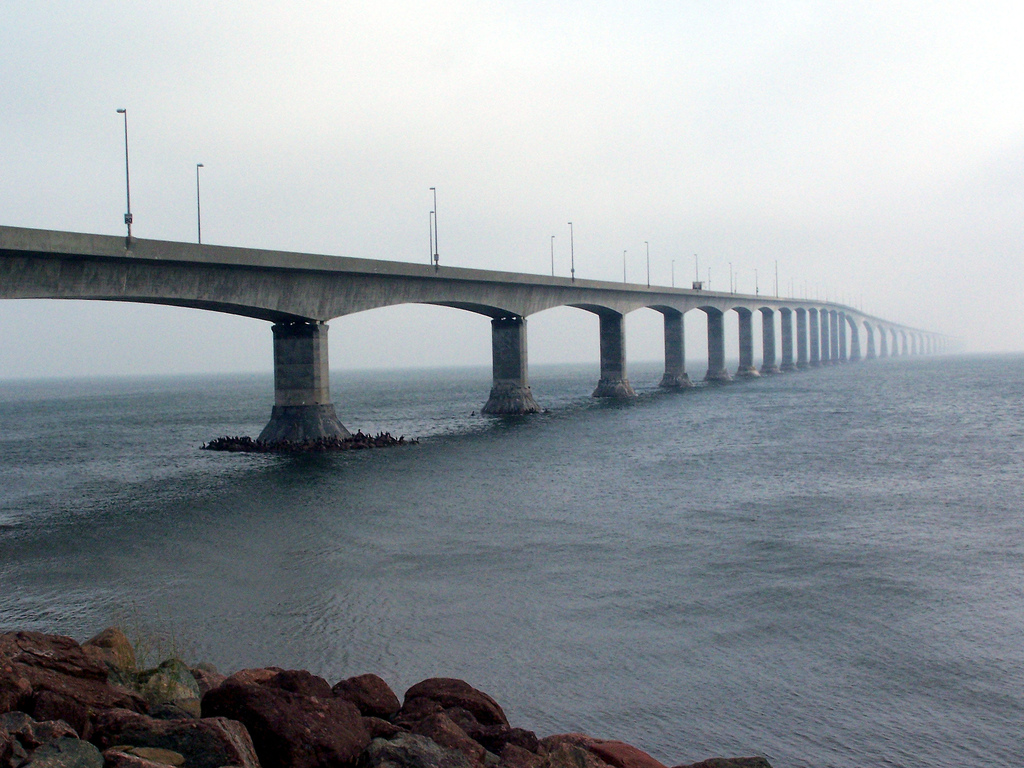
Мост Конфедерации

Пролив отделяет остров Принца Эдуарда от материковой части Канады (провинции Нью-Брансуик и Новая Шотландия). Глубина пролива достигает 68 метров в восточной части и меньше 20 метров в центральной части. Длина пролива — 225 км, ширина — от 13 до 43 км. Через самую узкую часть пролива, которая носит название пролив Абегуэйт (Abegweit Passage), в 1997 году построен мост Конфедерации.
Температура воды в отдельных частях пролива может достигать в июле температуры 20 °C и выше, это самая высокая температура океанской воды в восточной Канаде. С декабря по апрель пролив замерзает.

## Прочее
С 1786 года в проливе регулярно наблюдают «Летучего голландца», который получил собственное имя — Корабль-призрак пролива Нортамберленд (англ. Ghost Ship of Northumberland Strait).